# Acil-CoA ossidasi
La acil-CoA ossidasi è un enzima appartenente alla classe delle ossidoreduttasi, che catalizza la seguente reazione:
acil-CoA + O2 ⇄ trans-2,3-deidroacil-CoA + H2O2
L'enzima è una flavoproteina (FAD). Agisce sui derivati del CoA, acidi grassi con una catena lunga tra gli 8 ed i 18 atomi di carbonio.